# Tajumulcia plana
Genre
Espèce
Tajumulcia plana, unique représentant du genre Tajumulcia, est une espèce d'opilions laniatores de la famille des Cosmetidae.

## Distribution
Cette espèce est endémique du département de San Marcos au Guatemala. Elle se rencontre vers le Tajumulco .

## Description
Le mâle holotype mesure 4,6 mm.

## Publication originale
- Goodnight & Goodnight, 1947 : « Phalangida from Tropical America. » Fieldiana, Zoology, vol. 32, no 1, p. 1–58 (texte intégral).